# Simala
Simala (Simaba in sardo) è un comune italiano di 293 abitanti della provincia di Oristano in Sardegna.

## Storia
L'area fu abitata in epoca nuragica e romana, per la presenza nel territorio di alcune testimonianze archeologiche.
Durante il medioevo appartenne al giudicato di Arborea e fece parte della curatoria di Parte Montis.
Alla caduta del giudicato (1420) entrò a far parte del Marchesato di Oristano, e alla definitiva sconfitta degli arborensi (1478) passò sotto il dominio aragonese e fu incorporato nell'Incontrada di Parte Montis, divenendo un feudo dei Carroz conti di Quirra. Nel 1603 fu incorporato nel marchesato di Quirra, feudo prima dei Centelles e poi degli Osorio de la Cueva, ai quali fu riscattato nel 1839, con la soppressione del sistema feudale.

### Simboli
Lo stemma e il gonfalone del Comune di Simala sono stati concessi con decreto del presidente della Repubblica del 9 gennaio 2006.
Il gonfalone è un drappo di bianco.

## Monumenti e luoghi d'interesse

### Siti archeologici
Nel territorio di Simala sono presenti alcuni resti della presenza umana del periodo nuragico e romano:
- Nuraghe Spadua
- Mansio Romana e villaggio medievale di Gemussi
- Resti strada romana Neapolis-Uselis

## Società

### Evoluzione demografica
Abitanti censiti

### Lingue e dialetti
La variante del sardo parlata a Simala è il campidanese occidentale.

## Amministrazione
| Periodo        | Periodo        | Primo cittadino | Partito                             | Carica  | Note  |
| -------------- | -------------- | --------------- | ----------------------------------- | ------- | ----- |
| 10 giugno 2018 | 29 maggio 2023 | Giorgio Scano   | Lista civica "Insieme per crescere" | Sindaco | [ 5 ] |
| 29 maggio 2023 | in carica      | Gianmarco Atzei | Lista civica "Insieme per crescere" | Sindaco | [ 6 ] |